# Hernán Alvarado Solano
Hernán Alvarado Solano  (Bogotá, 26 de janeiro de 1946 - Bogotá, 31 de janeiro de 2011) foi um religioso colombiano, bispo da Igreja Católica Romana.